# 楼玄
楼 玄（ろう げん、生没年不詳）は、中国三国時代の呉の政治家。字は承先。豫州沛郡蘄県の人。子は楼拠。『三国志』呉志に伝がある。

## 生涯
孫休の時代に監農御史となった。
孫晧の時代に、王蕃・万彧・郭逴と共に散騎中常侍となった。会稽太守を経て、大司農に就任した。禁中の責任者と成り得る人格者を求めた万彧と孫晧は、楼玄をその適任者と見做し、宮下鎮・禁中侯として諸事を掌らせた。楼玄は威厳正しく振る舞い仕来りを重んじたが、歯に衣着せない物言いをし、孫晧の意に叛く事も度々あった。やがて、賀邵と共に国政を誹謗したという讒言を受けて問責され、広州に追放された。
華覈が楼玄のために弁護したが、孫晧は楼玄を子と共に交州に移住させ、張奕という辺境の身分の低い武将の指揮下に置き辱めようとし、さらに張奕に命じて楼玄を殺害させようとした。しかし張奕は、礼儀正しい楼玄の態度を見て敬意を抱いたため、殺すには忍びずそのままとなった。張奕が急死した後、楼玄は遺品の中から孫晧の密命を発見し、そのことを苦に自殺したという。
楼玄の一族については、天冊元年（275年）、孫晧は賀邵を誅殺し、家族を臨川郡に強制移住させた時に、命令を下し楼玄の子と孫を殺害させたとある。

## 評価
陸凱は建衡元年（269年）に亡くなる直前、国の支えとなる人物の一人として楼玄の名を挙げている。また陸機も『弁亡論』の中で、呉末期の健全であった時期の政治を支えた人物の一人として、楼玄を挙げている。
薛瑩は楼玄を「節操があり、自ら才能を伸ばした人物」として、王蕃・賀邵・韋昭と並ぶ人物として評価し、胡沖も韋昭を除いた三名の人物について、甲乙付け難いとしながらも「敢えて述べるならば楼玄が最も優れていた」と評している。
陳寿は、薛瑩や胡沖の評価を踏まえつつも「乱れた政治の時代に高官にあったのだから、非業の死を遂げたのも仕方のない事であった」と評している。

## 三国志演義
小説『三国志演義』では、孫晧の所業を諌めて怒りを買い、処刑される人物の一人として名が挙がるのみである。